# Runenstein von Bjudby

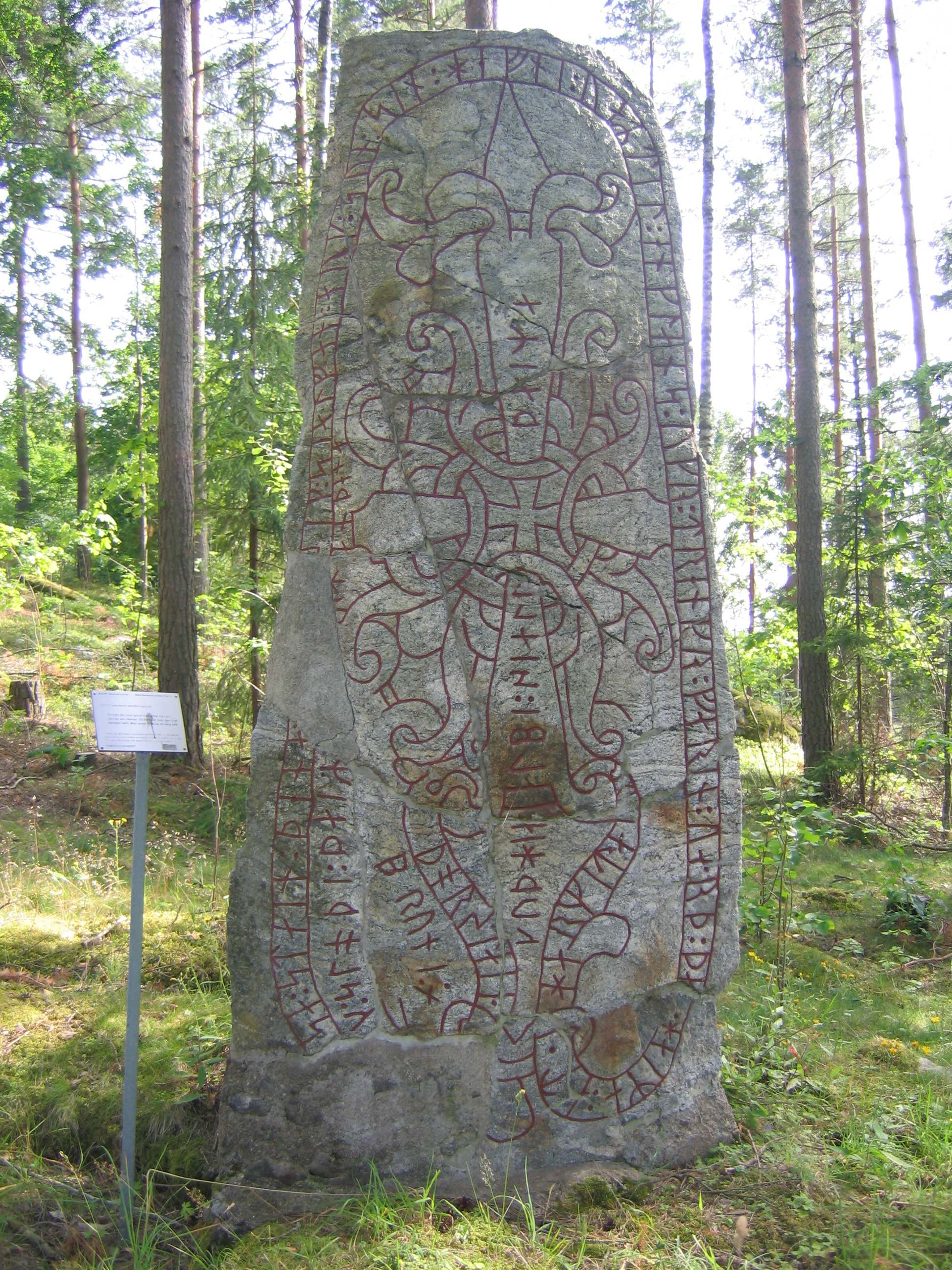
Runenstein von Bjudby

Der Runenstein von Bjudby (Sö 55; auch Runenstein von Buddby) im Kirchspiel Blacksta in Södermanland in Schweden ist einer der 30 sogenannten England-Runensteine. 
Er wurde von Þorsteinn zum Gedenken an sich und seinen Sohn Hefnir aufgestellt, der nach England ging und statt in Übersee den Tod eines Kriegers zu erleiden, zu Hause starb. Der Stein aus grauem Granit ist 2,8 Meter hoch, 1,3 Meter breit, verjüngt sich leicht nach oben und ist 40 bis 50 cm dick. Die Schrift ist acht bis elf Zentimeter hoch und einen halben bis einen Zentimeter tief. Der Stein wurde Anfang des 19. Jahrhunderts zerbrochen und ist repariert. Im Inneren des komplexen Runenbandes (schwed. Runorm (ormslingor) oder Rundrake (drakslingor)), das mit einem irischen Koppel verbunden ist befindet sich ein christliches Kreuz. 
Aufgrund der Verwendung der Ansuz-Rune für das o-Phonem argumentiert der schwedische Linguist und Runologe Erik Brate (1857–1924), dass Hefnir an einer Expedition des 11. Jahrhunderts teilnahm. Er schlägt vor, dass er Teil der erfolglosen Truppen war, die 1069 von Sven Estridsson unter seinem Bruder Asbjörn Jarl nach England gesandt wurden, um gegen William den Eroberer vorzugehen.  Die Inschrift wurde von zwei Runenmeistern, die als Slode und Brune bekannt sind, im Runensteinstil Pr2 geschnitzt. Brunes Signatur steht auch auf dem Stein Sö 178 beim Schloss Gripsholm.
Der Text auf Sö 55 lautet: „Þorsteinn (Torsten) setzte diesen Stein zur Erinnerung an sich selbst und sein Sohn Hefnir. Der junge Mann reiste tapfer nach England und starb zu Hause. Möge Gott Ihre Seelen helfen. Bruni und Slóði ritzten diesen Stein.“
Es kommt nur 23-mal vor, dass jemand ein Denkmal für sich selbst errichtet hat, davon stammen 19 Steine aus Uppland, darunter insbesondere die Jarlabankestenarna. Sö 55 ist der einzige derartige Stein in Södermanland.
In der Nähe steht der Runenstein Sö 360.